# Victor Van de Walle
Marie Jean Charles Victor Van de Walle (Puurs, 14 augustus 1849 - Mechelen, 11 januari 1927) was een Belgisch notaris en politicus voor de Liberale Partij.

## Levensloop
Van de Walle promoveerde tot kandidaat-notaris (1869) aan de ULB en werd in 1879 notaris in Duffel en in 1883 in Mechelen.
Hij werd gemeenteraadslid (1895-1904) en schepen (1896-1904) in Mechelen. In 1900 werd hij verkozen tot liberaal volksvertegenwoordiger voor het arrondissement Mechelen en vervulde dit mandaat tot in 1919.
Tijdens de Eerste Wereldoorlog vluchtte hij weg uit het bezette België en verbleef in Engeland.
Hij schreef heel wat bellettrie, verzen en romans, voornamelijk in het Nederlands.
Hij was nog kandidaat-notaris toen hij vrijmetselaar werd in de Brusselse loge Union et Progrès.
In Mechelen is er een basisschool naar hem vernoemd. Hij was anno 1899 de stichter van deze school.